# Kalinin (Krasnodar)
|  | Per a altres significats, vegeu «Kalinin (Adiguèsia)». |

Kalinin - Калинин (rus) - és un khútor del krai de Krasnodar, a Rússia. Es troba a la vora dreta del riu Kugo-Ieia, afluent del Ieia, a 28 km al nord de Krilóvskaia i a 188 km al nord-est de Krasnodar, la capital.
Pertany al municipi de Kugoiéiskaia.